# Tobias Rösmann
Tobias Rösmann (* 18. Juli 1977 in Münster) ist ein deutscher Journalist, Kommunikationsmanager und politischer Beamter (CDU). Seit Juni 2022 ist er Regierungssprecher der Hessischen Landesregierung und in dieser Funktion Staatssekretär in der Hessischen Staatskanzlei.

## Leben
Rösmann legte 1996 am Gymnasium St. Michael in Ahlen das Abitur ab. Nach seinem Wehrdienst studierte er von 1997 bis 2003 Kommunikationswissenschaft, Geschichte und Wirtschaftspolitik an der Westfälischen Wilhelms-Universität Münster und der University of Brighton. Von 2003 bis 2005 absolvierte er sein Volontariat beim Münchner Merkur. Von 2005 bis 2020 war er als Redakteur im Ressort Rhein-Main der Frankfurter Allgemeinen Zeitung tätig. Von 2021 an fungierte er als Sprecher des Hessischen Landtags. Im Zuge der Bildung des Kabinetts Rhein I wurde Rösmann als Nachfolger von Michael Bußer zum Regierungssprecher der Hessischen Landesregierung ernannt. In dieser Funktion bekleidet er den Staatssekretärsposten in der Hessischen Staatskanzlei. Er ist Mitglied der CDU.
Rösmann ist verheiratet und hat zwei Kinder.